# Palazzo dell’ex Hotel Miramare

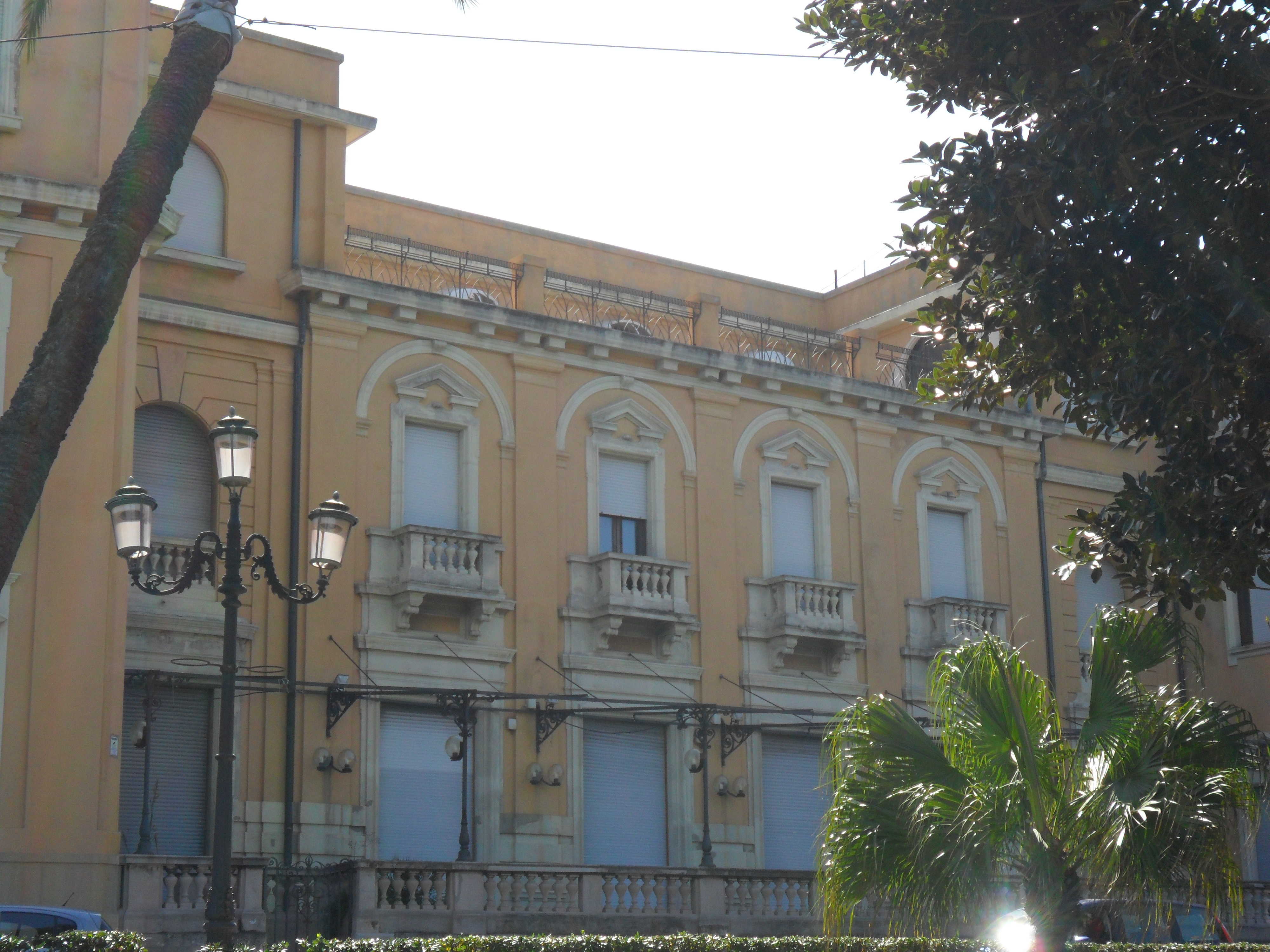
Ehemaliges Hotel Miramare in Reggio Calabria, Hauptfassade zur Via Fata Morgana

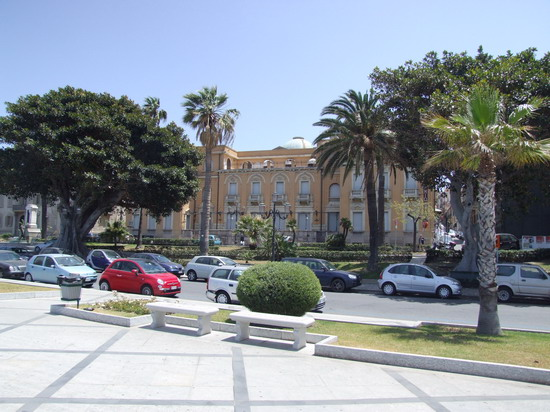
Fassade zum Corso Vittorio Emanuele III

Der Palazzo dell’ex Hotel Miramare oder einfach Palazzo Miramare ist ein Palast mit neoklassizistischen und Jugendstilelementen aus den 1920er-Jahren im historischen Zentrum von Reggio Calabria in der italienischen Region Kalabrien. Er bedeckt einen Teil des Blocks an der Via Fata Morgana, dem Corso Vittorio Emanuele III und der Via Giudecca. Bis vor Kurzem war der Palast ein Hotel namens „Miramare“ und heute gibt es ein Projekt der Stadtverwaltung, ihn in ein Ausstellungsgebäude umzubauen.

## Geschichte
Der Palazzo Miramare wurde „Kulturgut von besonders bedeutendem Interesse in geschichtlich-künstlerischer Hinsicht“ erklärt und dem Verfahren zur Erklärung der Schutzwürdigkeit durch die Soprintendenza per i Beni Archeologici della Calabria unterzogen, da es auf diesem Gelände archäologische Überreste gibt, die auf das altrömische Reich zurückzuführen sind. Darüber entschieden hat mit einer besonderen Verordnung die Direzione regionale per i beni culturali e paesaggistici. Die Bestimmung hat, sobald sie im Grundbuchamt niedergelegt ist, auch Wirkung gegenüber jedem künftigen Eigentümer, Besitzer oder Rechteinhaber der Immobilie am Corso Vittorio Emanuele III.
Das Gebäude, das bis vor einiger Zeit Sitz des „Hotel Miramare“ war, war zur Zeit seines Baus durch den Fund archäologischer Überreste betroffen, die auf die Zeit des römischen Reiches zurückzuführen sind. In der Phase des Wiederaufbaus der Stadt nach dem Erdbeben von 1908 fand man bei der Ausschachtung zum Bau dieses Gebäudes in den Jahren 1925 / 1926 Überreste von Gebäuden aus altrömischer Zeit, darunter einen Brunnen, einen großen Pithos zur Aufbewahrung von Lebensmitteln und eine bestimmte Anzahl von kaum entzifferbaren Münzen. Von historisch-archäologischem Interesse war die Entdeckung eines mehrfarbigen Mosaikbodenbelags, der mit einem der existierenden Räume mit geometrischen Dekorationen nach den von der römischen Ikonographie bekannten Schemata in Verbindung zu bringen war, wovon es in diesem Sinne nur noch wenige Zeugnisse gibt.
Im Archiv ist außerdem das Vorhandensein von Materialien aus hellenistischer Zeit und aus dem Mittelalter dokumentiert. Das Nebeneinander von Materialien, die verschiedenen Epochen zuzuordnen sind, ist ein weiterer Hinweis darauf, dass die heutige Stadt über der aus griechischer und römischer Zeit errichtet worden ist, ganz zu schweigen von nachfolgenden Epochen. Auch auf dem Gelände, das an das des ehemaligen Hotel Miramare angrenzt, hat man in den unmittelbar vorhergehenden Jahren schon Funde getätigt, woraus das historisch-archäologische Interesse an der Immobilie folgert, die später dem Schutz durch die Soprintendenza per i Beni Archeologici della Calabria unterstellt wurde.

## Beschreibung
Das von Bauingenieur Ugo Fiaccadori projektierte Gebäude ist durch neoklassizistische Ausprägung mit Jugendstildekorationen in den Innenräumen gekennzeichnet. Es besteht aus einem Tiefparterre und drei Vollgeschossen und hat einen rechteckigen Grundriss mit folgender Anordnung der Räume: Im Erdgeschoss befindet sich der Haupteingang an der Via Fata Morgana, gefolgt vom Empfangssalon, Diensträumen und dem Speisesaal, der zur Terrasse an der Seeseite zeigt. Eine Treppe führt zu den oberen Geschossen, wo Zimmer, weitere Diensträume und Versammlungssäle untergebracht sind.
Die Fassaden zeigen sich mit einem Fundament aus Kunststein, wo sich die Fenster des Tiefparterres, die mit Eisengittern versehen sind, zusammen mit dem Eingang von der Via Giudecca aus, befinden. Darüber liegt das Erdgeschoss, das in der Mitte der Seeseite durch eine Terrasse mit neoklassizistischer Balustrade gekennzeichnet ist und an den Seiten durch Fensteröffnungen mit dreieckigen Tympana. Die Obergeschosse, von denen das oberste eine Aufstockung in den letzten Jahren darstellt, gibt es rechteckige Fensteröffnungen mit Architraven und Balkonen, die von gleichartigen Konsolen wie die Terrasse gestützt werden. Das Ganze schließt an den seitlichen Baukörpern mit einfachen Gesimsen ab, während es in der Mitte ein kunstvolles, schmiedeeisernes Geländer gibt.